# Adériz
Adériz (en euskera Aderitz) es una localidad española de la Comunidad Foral de Navarra perteneciente al municipio de Ezcabarte. Está situado en la Merindad de Pamplona, en la Comarca de Ultzamaldea. Su población en 2014 fue de siete habitantes (INE).
Adériz da nombre a un nuevo colegio de educación privada y diferenciada, que empezará su historia en septiembre de 2024 en Cordovilla. Se esperan buenos comienzos para esta nueva institución, que contará con un máximo de 300 alumnos.